# Ricardo Bernal (tenor)
Ricardo Bernal (Ciudad de México, 30 de marzo de 1970) es un tenor lírico mexicano.

## Biografía
Tenor lírico nacido en Ciudad de México, actualmente radicado en Barcelona. Inicia sus estudios de canto a la edad de 16 años en el Conservatorio Nacional de Música (México) con la soprano Irma González y luego con el maestro de canto Enrique Jaso. Ha trabajado repertorio con la mezzosoprano rumana Viorica Cortez.
Debutó a los 18 años en el rol de Beppe de la ópera Pagliacci, en el Palacio de Bellas Artes (Ciudad de México). La facilidad que posee en el registro agudo lo llevó a abordar en sus comienzos repertorio de tenor ligero, destacando por sus interpretaciones en las óperas de Rossini. El color de su voz y tesitura lo llevó a abarcar repertorio lírico, abordando en la actualidad el repertorio de tenor lírico y lírico ligero.
Gana el primer premio del concurso “Pacific Voices” (San Francisco) y continúa sus estudios en el "Programa de Ópera Merola" de la Ópera de San Francisco donde debuta con la ópera Falstaff (Verdi) haciendo el papel de Fenton y una gira con la opereta Die Fledermaus de J. Strauss por las ciudades más importantes de Estados Unidos.
Desarrolla gran actividad participando en los teatros más importantes de ópera en Costa Rica, Venezuela, Colombia, Argentina, Panamá y México.
Gana el primer premio en los concursos “Kaffe Peters” (Viena), la fase nacional del concurso “Operalia II” realizado en México por Plácido Domingo (1995) y Francisco Alonso (Madrid).
En 1996 estudia en el Opernstudio de Zúrich (Suiza) y al año siguiente ingresa como tenor solista en el ensamble del teatro de Zúrich; desde 1998 hasta el año 2001, permanece fijo en los teatros de Bonn, Tréveris y Sarrebruck. En esta misma época es invitado a cantar en otras ciudades de Alemania, tales como Berlín, Colonia, Hamburgo y Baden-Baden, interpretando una gran cantidad de roles.
Ha cantado en el Covent Garden, la Ópera de Copenhague, La Fenice de Venecia, Teatro Filarmónico (Verona), Carlo Felice de Génova, San Carlo de Nápoles, Teatro Politeama (Palermo), Teatro Massimo Bellini (Catania), Ópera de San Francisco, Ópera Nacional de Washington, Ópera Municipal de Marsella y Montpellier, entre otros. En España ha cantado en Las Palmas de Gran Canaria, Tenerife, Valladolid, Teatro Español de Madrid, Palacio Euskalduna de Bilbao, El Liceo de Barcelona, El Teatro Real de Madrid, Teatro de la Zarzuela, entre otros.
Ha cantado junto a destacados intérpretes del mundo lírico, como Mariella Devia, Sonia Ganassi, Dolora Zajick, Isabel Rey, Inva Mula, Patrizia Ciofi, Plácido Domingo, José Carreras, Juan Pons, Justino Díaz, Carlos Álvarez, Carlos Chausson, entre otros. Asimismo, ha actuado bajo la batuta de los directores Nello Santi, Pinchas Steinberg, Fabio Luisi, Pier Luigi Pizzi, Jean-Louis Pichon, entre otros.

## Repertorio
| - Giacomo Puccini - “La Bohème” – Rodolfo - “Gianni Schicchi” - Rinuccio - “Madame Butterfly” - Pinkerton - Vincenzo Bellini - “I Capuleti e i Montecchi” - Tebaldo - “I Puritani” - Arturo - Giuseppe Verdi - “Rigoletto” - Duque de Mantua - “Traviata” - Rodolfo - “Un Ballo in Maschera” - Riccardo - Gaetano Donizetti - “L'elisir d'amore” – Nemorino - “Lucia di Lammermoor” - Sir Edgardo de Ravenswood - “Maria Stuarda” – Leicester - Gioachino Rossini - “Otello” – Otello - “Guillermo Tell” – Arnold - Manuel Penella Moreno - “El gato montés” - Rafael Ruiz - “Don Gil de Alcalá” - Don Gil de Alcalá - Emilio Arrieta - “Marina” - Jorge - Richard Strauss - “Der Rosenkavalier” - Cantante italiano - Wolfgang Amadeus Mozart - “Die Zauberflöte” - Tamino - “Don Giovanni” - Don Ottavio | - Federico Moreno Torroba - “Luisa Fernanda” - Aníbal - Amadeo Vives - “Doña Francisquita” - Fernando - Pablo Sorozábal - “La Tabernera del Puerto” - Leandro - “La Eterna Canción” - Montilla |

## Discografía
- Carmina Burana de C. Orff (México)
- Matilde di Shabran de G. Rossini (Alemania)
- Gala Latina: Pópera (España)
- Goyescas de Granados (Francia)